# Richard Ward (General)
Sir Richard Erskine Ward, GBE, KCB, DSO&Bar, MC (* 15. Oktober 1917; † 11. August 1989 in Mendip, Somerset, England) war ein britischer Offizier der British Army, der unter anderem zuletzt als General zwischen 1974 und 1976 Leiter der Personal- und Logistikabteilung des Verteidigungsstabes im Verteidigungsministerium (Chief of Personnel and Logistics, Ministry of Defence) war.

## Leben

### Offiziersausbildung und Offizier im Zweiten Weltkrieg
Richard Erskine Ward, einziger Sohn von John Petty Ward und dessen Ehefrau Rose Gladys May Marsh-Dunn, absolvierte nach dem Besuch des renommierten Marlborough College eine Offiziersausbildung und trat nach deren Abschluss am 26. August 1937 als Leutnant (Second Lieutenant) in die Panzertruppen (Royal Tank Corps) ein, das spätere Royal Tank Regiment. Im Zweiten Weltkrieg versah er zwischen 1939 und 1943 Dienst im 5. Bataillon des Königlichen Panzerregiment und zwischenzeitlich 1940 in der 3. Panzerbrigade (3rd Armoured Brigade) in Frankreich. Im weiteren Kriegsverlauf nahm er mit dem 5th Royal Tank Regiment am Afrikafeldzug (9. September 1940 bis 13. Mai 1943) teil und kam insbesondere in der Zweiten Schlacht von El Alamein (23. Oktober bis 4. November 1942) sowie im Tunesienfeldzug (November 1942 bis 13. Mai 1943) zum Einsatz. Für seine Verdienste im Afrikafeldzug wurde er als Oberleutnant (Lieutenant) mit dem vorübergehenden Dienstgrad eines Hauptmanns (Temporary Captain) am 12. Februar 1942 mit dem Military Cross (MC) ausgezeichnet. Als Hauptmann (Captain) mit dem vorübergehenden Dienstgrad eines Majors (Temporary Major) erhielt er am 22. Juli 1943 mit dem Distinguished Service Order (DSO) sowie am 21. Oktober 1943 eine Spange (Bar) zum DSO ausgezeichnet. Darüber hinaus wurde er zwischenzeitlich am 24. Juni 1943 auch im Kriegsbericht erwähnt (Mentioned in dispatches).
Nachdem Ward 1944 das Staff College Camberley absolviert hatte, nahm er im Juni 1944 als Brigade Major der 4. Panzerbrigade (4th Armoured Brigade) an der Operation Neptune teil, der alliierten Landung in der Normandie. 1945 wurde er Kommandeur (Commanding Officer) des zur Heeresreserve gehörenden Yeomanryregiments Westminster Dragoons und wurde für seine Verdienste in Nordwesteuropa am 9. August 1945 abermals im Kriegsbericht erwähnt. Darüber hinaus erhielt er für seine militärischen Verdienste in Belgien das Ritterkreuz des Ordens Leopolds II. sowie das Kriegskreuz.

### Nachkriegszeit
Nach Kriegsende versah Richard Ward Dienst als Offizier und Stabsoffizier im 1. Bataillon des Panzerregiments (1st Royal Tank Regiment) und nahm mit diesem 1952 als Major am Koreakrieg teil, wofür er am 8. Dezember 1953 für seine Tapferkeit und militärischen Verdienste noch einmal im Kriegsbericht erwähnt wurde. Nach einer Verwendung von 1955 bis 1957 als Offizier im Sekretariat des Chefs des Heeresstabes, war er als Oberstleutnant (Lieutenant-Colonel) zwischen Juli 1957 und Oktober 1959 Kommandeur des 3. Bataillons des Königlichen Panzerregiments (3rd Royal Tank Regiment). Nachdem er 1961 das Imperial Defence College (IDC) in London besucht hatte, war er 1962 Offizier im Stab des Chefs des Imperialen Generalstabes, General Sir Richard Hull. Im Januar 1963 wurde er als Brigadegeneral (Brigadier) Kommandeur der 20. Panzerbrigade (Commanding, 20th Armoured Brigade) und verblieb auf diesem Posten bis November 1965.
Im November 1965 wurde Ward als Generalmajor (Major-General) Nachfolger von Generalmajor Miles Fitzalan-Howard den Posten als Kommandeur der in Verden an der Aller stationierten 1. Panzerdivision (General Officer Commanding, 1st Armoured Division). Er verblieb auf diesem Posten bis zum Januar 1968 und wurde daraufhin von Generalmajor Allan Taylor abgelöst. Im Februar 1968 wechselte er ins Verteidigungsministerium und war dort bis September 1970 Vize-Generaladjutant (Vice Adjutant General) und war damit als Stellvertreter des Adjutant-General to the Forces verantwortlich für die Entwicklung der Personalpolitik der Armee und die Unterstützung ihrer Mitarbeitenden. Für seine Verdienste in dieser Zeit wurde er am 1. Januar 1969 Companion des Order of the Bath (CB).

### Aufstieg zum General
Im Dezember 1970 wurde Richard Ward als Generalleutnant (Lieutenant-General) Nachfolger von Generalleutnant Sir Basil Eugster als Kommandeur der Landstreitkräfte in Hongkong (Commander Land Forces, Hong Kong) und verblieb in dieser Funktion bis Dezember 1973, woraufhin Generalleutnant Sir Edwin Bramall ihn ablöste. Er war zugleich zwischen 1970 und 1975 Colonel Commandant des Royal Tank Regiment. Am 1. Januar 1971 wurde er zum Knight Commander des militärischen Zweiges des Order of the Bath (KCB) geschlagen, so dass er fortan den Namenszusatz „Sir“ führte. Zuletzt wurde er zum General befördert und löste Air Chief Marshal Sir Christopher Foxley-Norris Leiter der Personal- und Logistikabteilung des Verteidigungsstabes im Verteidigungsministerium (Chief of Personnel and Logistics, Ministry of Defence) ab. Er hatte dieses Amt bis April 1976 inne und wurde daraufhin von Air Chief Marshal Sir Ruthven Wade abgelöst. Am 1. Januar 1976 wurde er zum Knight Grand Cross des militärischen Zweiges des Order of the British Empire (GBE) geschlagen. Am 24. Mai 1976 trat er schließlich in den Ruhestand.
Am 12. August 1947 heiratete Ward Stella Elizabeth Ellis (1927–2018), Tochter von Brigadier Philip Neville Ellis. Aus dieser Ehe gingen die beiden Töchter Léonie Ward (* 1949) und Stephanie Rachel Ward (* 1952) sowie die beiden Söhne Anthony Richard Bangor Ward (* 1960) und Jeremy Neville Ward (* 1961) hervor.